# A 72-a ediție a Premiilor Globul de Aur
A 72-a ediție a Premiilor Globul de Aur a avut loc la 11 ianuarie 2015 la Hotelul Beverly Hilton din Beverly Hills, California pe canalul NBC. S-au acordat premii pentru cele mai bune filme din 2014 și cele mai bune emisiuni americane de televiziune din 2014. Ceremonia a fost produsă de Dick Clark Productions în colaborare cu  Hollywood Foreign Press Association.  George Clooney a primit Premiul Cecil B. DeMille pentru întreaga carieră la 14 septembrie 2014.
Tina Fey și Amy Poehler au fost gazdele emisiunii. Nominalizările au fost anunțate la   11 decembrie 2014 de către Kate Beckinsale, Peter Krause, Paula Patton și Jeremy Piven. The Affair, Birdman, Boyhood, Fargo, The Theory of Everything și Transparent au câștigat cele mai multe premii.

## Câștigători și nominalizări

### Cinema
| Cel mai bun film | Cel mai bun film |
| Dramă | Muzical sau Comedie |
| --- | --- |
| - Boyhood - Foxcatcher - The Imitation Game - Selma - The Theory of Everything | - The Grand Budapest Hotel - Birdman - Into the Woods - Pride - St. Vincent |
| Cea mai bună interpretare (dramă) | |
| Actor | Actriță |
| - Eddie Redmayne – The Theory of Everything ca Stephen Hawking - Steve Carell – Foxcatcher ca John du Pont - Benedict Cumberbatch – The Imitation Game ca Alan Turing - Jake Gyllenhaal – Nightcrawler ca Louis "Lou" Bloom - David Oyelowo – Selma ca Martin Luther King Jr. | - Julianne Moore – Still Alice ca Dr. Alice Howland - Jennifer Aniston – Cake - Claire Bennett - Felicity Jones – The Theory of Everything ca Jane Hawking - Rosamund Pike – Gone Girl ca Amy Elliott-Dunne - Reese Witherspoon – Wild ca Cheryl Strayed                  |
| Cea mai bună interpretare (muzical/comedie) | |
| Actor | Actriță |
| - Michael Keaton – Birdman ca Riggan Thomson - Ralph Fiennes – The Grand Budapest Hotel ca Monsieur Gustave H. - Bill Murray – St. Vincent ca Vincent MacKenna - Joaquin Phoenix – Inherent Vice ca Larry "Doc" Sportello - Christoph Waltz – Big Eyes ca Walter Keane        | - Amy Adams – Big Eyes ca Margaret Keane - Emily Blunt – Into the Woods ca The Baker's Wife - Helen Mirren – The Hundred-Foot Journey ca Madame Mallory - Julianne Moore – Maps to the Stars ca Havana Segrand - Quvenzhané Wallis – Annie ca Annie Bennett               |
| Cea mai bună interpretare în rol secundar | |
| Actor în rol secundar | Actriță în rol secundar |
| - J. K. Simmons – Whiplash ca Terence Fletcher - Robert Duvall – The Judge ca Judge Joseph Palmer - Ethan Hawke – Boyhood ca Mason Evans, Sr. - Edward Norton – Birdman ca Mike Shiner - Mark Ruffalo – Foxcatcher ca Dave Schultz                                            | - Patricia Arquette – Boyhood ca Olivia Evans - Jessica Chastain – A Most Violent Year ca Anna Morales - Keira Knightley – The Imitation Game ca Joan Clarke - Emma Stone – Birdman ca Sam Thomson - Meryl Streep – Into the Woods ca The Witch                           |
| Altele | |
| Cel mai bun regizor | Cel mai bun scenariu |
| - Richard Linklater – Boyhood - Wes Anderson – The Grand Budapest Hotel - Ava DuVernay – Selma - David Fincher – Gone Girl - Alejandro G. Iñárritu – Birdman | - Alejandro G. Iñárritu, Nicolás Giacobone, Alexander Dinelaris Jr., and Armando Bo – Birdman - Wes Anderson – The Grand Budapest Hotel - Gillian Flynn – Gone Girl - Richard Linklater – Boyhood - Graham Moore – The Imitation Game                                     |
| Cea mai bună coloană sonoră | Cea mai bună melodie originală |
| - Jóhann Jóhannsson – The Theory of Everything - Alexandre Desplat – The Imitation Game - Trent Reznor and Atticus Ross – Gone Girl - Antonio Sánchez – Birdman - Hans Zimmer – Interstellar                                                                                  | - "Glory" (John Legend and Common) – Selma - "Big Eyes" (Lana Del Rey) – Big Eyes - "Mercy Is" (Patti Smith and Lenny Kaye) – Noah - "Opportunity" (Greg Kurstin, Sia Furler, Will Gluck) – Annie - "Yellow Flicker Beat" (Lorde) – The Hunger Games: Mockingjay – Part 1 |
| Cel mai bun film de animație | Cel mai bun film străin |
| - How to Train Your Dragon 2 - Big Hero 6 - The Book of Life - The Boxtrolls - The Lego Movie | - Leviathan (Rusia) - Force Majeure (Suedia) - Gett: The Trial of Viviane Amsalem (Israel) - Ida (Polonia/Danemarca) - Tangerines (Estonia și Georgia) |

### Filme cu mai multe nominalizări
| Nominalizări | Filme                    | Ref. |
| ------------ | ------------------------ | ---- |
| 7            | Birdman                  |      |
| 5            | Boyhood                  |      |
| 5            | The Imitation Game       |      |
| 4            | Gone Girl                |      |
| 4            | Selma                    |      |
| 4            | The Grand Budapest Hotel |      |
| 4            | The Theory of Everything |      |
| 3            | Big Eyes                 |      |
| 3            | Foxcatcher               |      |
| 3            | Into the Woods           |      |
| 2            | Annie                    |      |
| 2            | St. Vincent              |      |

### Filme care au câștigat mai multe premii
| Premii | Filme                    | Ref. |
| ------ | ------------------------ | ---- |
| 3      | Boyhood                  |      |
| 2      | Birdman                  |      |
| 2      | The Theory of Everything |      |

### Televiziune
| Cel mai bun serial TV | Cel mai bun serial TV |
| Dramă | Muzical/comedie |
| --- | --- |
| - The Affair - Downton Abbey - Game of Thrones - The Good Wife - House of Cards | - Transparent - Girls - Jane the Virgin - Orange Is the New Black - Silicon Valley |
| Cea mai bună interpretare într-un serial TV – Dramă | |
| Actor | Actriță |
| - Kevin Spacey – House of Cards ca Francis Underwood - Clive Owen – The Knick ca Dr. John "Thack" Thackery - Liev Schreiber – Ray Donovan ca Ray Donovan - James Spader – The Blacklist ca Raymond "Red" Reddington - Dominic West – The Affair ca Noah Solloway   | - Ruth Wilson – The Affair ca Alison Lockhart - Claire Danes – Homeland ca Carrie Mathison - Viola Davis – How to Get Away with Murder ca Professor Annalise Keating, J.D. - Julianna Margulies – The Good Wife ca Alicia Florrick - Robin Wright – House of Cards ca Claire Underwood                                       |
| Cea mai bună interpretare într-un serial TV – Comedie/muzical | |
| Actor | Actriță |
| - Jeffrey Tambor – Transparent ca Maura Pfefferman - Louis C.K. – Louie ca Louie - Don Cheadle – House of Lies ca Marty Kaan - Ricky Gervais – Derek ca Derek Noakes - William H. Macy – Shameless ca Frank Gallagher                                              | - Gina Rodriguez – Jane the Virgin ca Jane Gloriana Villanueva - Lena Dunham – Girls ca Hannah Horvath - Edie Falco – Nurse Jackie ca Jackie Peyton - Julia Louis-Dreyfus – Veep ca Vice President Selina Meyer - Taylor Schilling – Orange Is the New Black ca Piper Chapman                                                |
| Cea mai bună interpretare într-o miniserie sau film de televiziune | |
| Actor | Actriță |
| - Billy Bob Thornton – Fargo ca Lorne Malvo - Martin Freeman – Fargo ca Lester Nygaard - Woody Harrelson – True Detective ca Detective Martin Hart - Matthew McConaughey – True Detective ca Detective Rustin Cohle - Mark Ruffalo – The Normal Heart ca Ned Weeks | - Maggie Gyllenhaal – The Honourable Woman ca Nessa Stein, Baroness Stein of Tilbury - Jessica Lange – American Horror Story: Freak Show ca Elsa Mars - Frances McDormand – Olive Kitteridge ca Olive Kitteridge - Frances O'Connor – The Missing ca Emily Hughes / Walsh - Allison Tolman – Fargo ca Deputy Molly Solverson |
| Cea mai bună interpretare în rol secundar într-o miniserie sau film de televiziune | |
| Actor în rol secundar | Actriță în rol secundar |
| - Matt Bomer – The Normal Heart ca Felix Turner - Alan Cumming – The Good Wife ca Eli Gold - Colin Hanks – Fargo ca Officer Gus Grimly - Bill Murray – Olive Kitteridge ca Jack Kennison - Jon Voight – Ray Donovan ca Mickey Donovan                              | - Joanne Froggatt – Downton Abbey ca Anna Bates - Uzo Aduba – Orange Is the New Black ca Suzanne "Crazy Eyes" Warren - Kathy Bates – American Horror Story: Freak Show ca Ethel Darling - Allison Janney – Mom ca Bonnie Plunkett - Michelle Monaghan – True Detective ca Maggie Hart                                        |
| Cea mai bună miniserie sau film TV | |
| - Fargo - The Missing - The Normal Heart - Olive Kitteridge - True Detective | |

### Seriale TV cu mai multe nominalizări
| Nominalizări | Program TV                        | Ref. |
| ------------ | --------------------------------- | ---- |
| 5            | Fargo                             |      |
| 4            | True Detective                    |      |
| 3            | The Affair                        |      |
| 3            | The Good Wife                     |      |
| 3            | House of Cards                    |      |
| 3            | The Normal Heart                  |      |
| 3            | Olive Kitteridge                  |      |
| 3            | Orange Is the New Black           |      |
| 2            | American Horror Story: Freak Show |      |
| 2            | Downton Abbey                     |      |
| 2            | Girls                             |      |
| 2            | Jane the Virgin                   |      |
| 2            | The Missing                       |      |
| 2            | Ray Donovan                       |      |
| 2            | Transparent                       |      |

### Seriale TV cu mai multe premii
| Premii | Program TV  | Ref. |
| ------ | ----------- | ---- |
| 2      | The Affair  |      |
| 2      | Fargo       |      |
| 2      | Transparent |      |

## Prezentatori
- Amy Adams with Best Actor in a Motion Picture – Musical or Comedy
- Jennifer Aniston and Benedict Cumberbatch with Best Supporting Actor – Motion Picture
- Kate Beckinsale and Adrien Brody with Best Actress – Miniseries or Television Film
- Jack Black a prezentat Boyhood
- Don Cheadle and Julianna Margulies with Cecil B. DeMille Award
- Bryan Cranston and Kerry Washington with Best Actress in a Television Series – Comedy or Musical and Best Television Series – Comedy or Musical
- Jamie Dornan and Dakota Johnson with Best Supporting Actress – Series, Miniseries or Television Film
- Robert Downey Jr. with Best Motion Picture – Musical or Comedy
- David Duchovny and Katherine Heigl with Best Actor in a Television Series – Drama
- Anna Faris and Chris Pratt with Best Actress in a Television Series – Drama
- Colin Farrell and Lupita Nyong'o with Best Foreign Language Film
- Colin Firth a prezentat The Imitation Game
- Jane Fonda and Lily Tomlin with Best Actor in a Television Series – Comedy or Musical
- Harrison Ford with Best Director – Motion Picture
- Ricky Gervais with Best Actress in a Motion Picture – Musical or Comedy
- Bill Hader and Kristen Wiig with Best Screenplay
- Kevin Hart and Salma Hayek with intro of Miss Golden Globe and Best Animated Feature Film
- Katie Holmes and Seth Meyers with Best Supporting Actor – Series, Miniseries or Television Film
- Kate Hudson a prezentat Into the Woods
- Jared Leto with Best Supporting Actress – Motion Picture
- Adam Levine and Paul Rudd with Best Television Series – Drama
- Jennifer Lopez and Jeremy Renner with Best Miniseries or Television Film and Best Actor – Miniseries or Television Film
- Melissa McCarthy a prezentat St. Vincent
- Matthew McConaughey with Best Actress in a Motion Picture – Drama
- Sienna Miller and Vince Vaughn with Best Original Score
- Clive Owen a prezentat The Theory of Everything
- Gwyneth Paltrow with Best Actor in a Motion Picture – Drama
- Prince with Best Original Song
- Meryl Streep with Best Motion Picture – Drama
- Channing Tatum a prezentat Foxcatcher
- Naomi Watts a prezentat Birdman
- Owen Wilson a prezentat The Grand Budapest Hotel
- Oprah Winfrey a prezentat Selma
- Catherine Zeta-Jones a prezentat Pride